# Wilhelm Berliner
Wilhelm Berliner (* 1. Mai 1881 in Wien; † 17. Februar 1936 ebenda) war der Generaldirektor des österreichischen Phönix-Lebensversicherungskonzerns. Sein plötzlicher Tod „an den Folgen einer nachlässig behandelten Mittelohrentzündung“ löste den Phönix-Skandal aus.
Seine Eltern waren der aus Lemberg stammende Fabrikant Adolf Berliner und Sali (Selma) Kolischer, die einer bekannten jüdischen Familie Lembergs entstammte. Er wurde in der Babenbergerstraße 5, Wien 1, geboren.
Über den in Wien geborenen Berliner, einen Junggesellen, war schon zu Lebzeiten wenig bekannt, er galt aber als geniale Persönlichkeit mit geheimnisvollen Zügen und als „Napoleon der Versicherungsbranche“. Berliner war 1919 Berater der österreichischen Delegation in Saint-Germain.
Ein Artikel in TIME Magazine vom 20. April 1936 beschreibt ihn als korpulent, kahlköpfig, machtbewusst und in allen Staatskanzleien Europas angesehen. Ab dem Ende des (Ersten Welt-)Krieges habe er keine eigene Wohnung mehr besessen, sondern etwa 300 Nächte pro Jahr in Zügen verbracht – praktisch ohne Schlaf. Berliner habe auch nie Schlafwagen benützt, sondern nächtens in seinem Abteil vier Sekretärinnen diktiert. Auch sei Berliner praktisch ohne Gepäck gereist und bloß in drittklassigen Hotels abgestiegen, habe aber dort jeweils sechs Zimmer belegt. Gerald D. Feldman nennt Berliner eine „bemerkenswerte Persönlichkeit, einen Linguisten, Mathematiker, Finanzexperten und Juristen“. Im Nachruf der „Wiener Zeitung“ vom 18. Februar 1936 heißt es, Dr. Berliner habe „alle Weltsprachen beherrscht“ und zwar „so meisterhaft, dass er nicht nur als Fachmann, sondern auch als Dolmetsch bei internationalen Kongressen sehr geschätzt war“. Ein besonderes Vertrauensverhältnis habe ihn mit dem jugoslawischen Politiker Milan Stojadinović verbunden. Nach Berliners Tod brach das finanzielle Kartenhaus seines längst ausgehöhlten Konzerns zusammen.
Berliner starb im Sanatorium Auerspergstraße, Wien 8, und wurde am 20. Februar 1936 auf dem neuen jüdischen Teil des Wiener Zentralfriedhofs (Tor 4), Gruppe 2, Reihe 4, Nr. 32, begraben.